# 小幡信氏
小幡 信氏（おばた のぶうじ）は、戦国時代の武将。上野小幡氏の一族。

## 生涯
父は小幡信真の長弟・信高で信氏はその長男。妻は武田信玄の甥・信豊の娘であり、信豊は信真の姉妹を妻としていることから従兄妹同士の婚姻となる。弟の信定は伯父・信真の養子となり小幡氏当主となっている。小幡氏は武田氏配下の国衆であったが、天正10年（1582年）の織田信長による武田征伐での武田氏滅亡後は、信長の家臣・滝川一益、次いで後北条氏配下となる。
天正18年（1590年）の小田原征伐において、後北条氏が豊臣秀吉と手切れとなったことから後北条氏配下の国衆であった小幡氏も参陣を求められ、信定は一族を率いて小田原城に籠城した。信氏は国元に残り宮崎城（現・富岡市）を守備していたが、事前に織田信雄家臣・岡田利世を通じて上方に内通していたようであり、上方の北陸軍が侵攻すると降伏して前田軍に投降した。その後小幡氏本拠の国峯城攻略の先兵となり、城を守備していた叔父・信秀夫妻を殺害したという。
小田原征伐後は加賀前田家に仕え、7000石を与えられたという。